# 郭熙柱
郭 熙柱（クァク・ヒジュ、곽희주、1981年10月5日 - ）は、韓国出身の元同国代表サッカー選手。ポジションはディフェンダー（DF）。

## 来歴
9歳の時に左眼をほぼ失明。
2003年にKリーグ・水原三星ブルーウィングスへ入団。不安と重圧に潰れかけたが李昌燁コーチに叱咤され懸命に練習に取り組んだことで 2004年には車範根監督の下で主力に据えられてリーグ優勝に貢献。リーグベストイレブンに選出された。2005年はリーグカップ、スーパーカップ、A3の三冠を獲得。同年、翌年開催のワールドカップアジア予選に臨む韓国代表に招集され、国際Aマッチ初出場を果たした。
2008年はDFマトや李正秀と共にリーグ2位の堅守を築き、さらにFCソウルとのチャンピオンシップ第1戦で貴重な同点ゴールを決め、2度目のリーグ優勝を達成。韓国サッカー大賞のベストイレブンを受賞した。2009年には水原の主将に就任。2012年、兵役中の廉基勳に代わって再び主将を担い、名実共にチームの中心、精神的主柱 となった。特にFCソウル戦では相手のエース・デヤンを徹底して封じ込め「スーパーマッチ」の勝ち越しに大きく貢献した。
2013年は負傷に苦しむ中でも戦線復帰を強行し、持ち前の闘志溢れるプレーを発揮。ベストイレブン候補にも挙げられたが、人件費圧縮の影響を受けて同年限りで水原を退団。しかし自由契約となったものの、水原が高額の移籍金を設定していたためにKリーグ内での移籍は事実上不可能となっていた。
2014年からの国外移籍を図るも、中国リーグ・天津泰達などとの交渉が折り合わず、同年3月よりJリーグ・FC東京の練習に参加。既にリーグ戦が始まっており選手編成も完了していたが、DFマテウスの負傷離脱でセンターバックが手薄となっていたことから 4月に入り同クラブへの加入が発表された。リーグ戦では8試合でベンチ入りしたが出場は無く、郭は後に冬季キャンプの不参加を起因とするコンディション不良もあったため、マッシモ・フィッカデンティ監督が自身を先発に選ばなかった選択は正しかったと述懐している。第2子を妊娠した妻の体調不良により一時帰国すると、同年9月に「家庭の事情」による契約の解除が発表された。
同月中に負傷中のアリ・レヘマ (Ali Rehema) に代わるDFとしてカタール・スターズリーグのアル・ワクラSCへ加入。しかし郭を評価した監督が退任し新監督がDFイスマイル・ベルマーレム (Ismail Belmaalem) を加入させたことに伴いシーズン終了を待たずして退団することになった。
2015年、コーチ兼任で水原へ復帰。精神的主柱としてチームを支えた。2016年に引退を決意したが、チームに悪影響を与えることを案じて 2017年1月に引退を表明。同年3月11日に引退セレモニーを行った。
2017年からは指導者に転じた。

## エピソード
- 2012年に妻との間に娘を授かったが、「リーグ優勝して式を挙げたい」と結婚式を行っていなかった[20]。2013年12月、これ以上は先延ばしできないと盛大な結婚式を挙げた[4]。
- 2014年に生まれた第2子にはラウル・ゴンサレスよりラウルと名付けた[9]。
- FC東京では、自分のポジションには日本人選手が3人（森重真人、吉本一謙、加賀健一）いたが、特に吉本からは良い守備をすること以上に必死な気持ちを持つことが大事だと気付かされた、自分はポジションを争うハングリーな気持ちで及ばなかったと賛辞している[24]。

## 所属クラブ
- 仏光小学校[9]
- 繒山小学校[9]
- 漣川中学校[9]

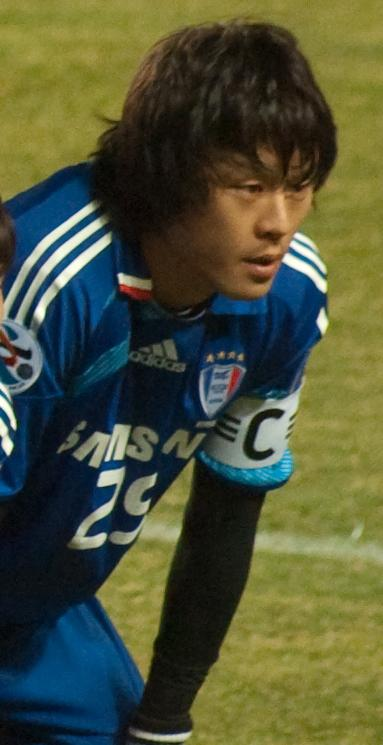
2009年ACL、水原三星vs鹿島アントラーズ

- 1996年 - 1998年 崇德工業高校 (ko:숭덕공업학교) [13]
- 1999年 - 2002年 光云大学校[13]
- 2003年 - 2013年  水原三星ブルーウィングス
- 2014年4月 - 2014年9月  FC東京
- 2014年9月 - 2015年  アル・ワクラSC
- 2015年3月 - 2016年  水原三星ブルーウィングス (コーチ兼任[28])

## 個人成績
| 国内大会個人成績 | 国内大会個人成績 | 国内大会個人成績 | 国内大会個人成績 | 国内大会個人成績 | 国内大会個人成績 | 国内大会個人成績 | 国内大会個人成績 | 国内大会個人成績 | 国内大会個人成績 | 国内大会個人成績 | 国内大会個人成績 |
| 年度             | クラブ           | 背番号           | リーグ           | リーグ戦         | リーグ戦         | リーグ杯         | リーグ杯         | オープン杯       | オープン杯       | 期間通算         | 期間通算         |
| 年度             | クラブ           | 背番号           | リーグ           | 出場             | 得点             | 出場             | 得点             | 出場             | 得点             | 出場             | 得点             |
| 韓国             | 韓国             | 韓国             | 韓国             | リーグ戦         | リーグ戦         | リーグ杯         | リーグ杯         | FA杯             | FA杯             | 期間通算         | 期間通算         |
| ---------------- | ---------------- | ---------------- | ---------------- | ---------------- | ---------------- | ---------------- | ---------------- | ---------------- | ---------------- | ---------------- | ---------------- |
| 2003             | 水原             | 6                | Kリーグ          | 11               | 0                | 0                | 0                | 0                | 0                | 11               | 0                |
| 2004             | 水原             | 29               | Kリーグ          | 25               | 0                | 12               | 0                | 0                | 0                | 37               | 0                |
| 2005             | 水原             | 29               | Kリーグ          | 20               | 4                | 10               | 0                | 2                | 0                | 32               | 4                |
| 2006             | 水原             | 29               | Kリーグ          | 13               | 1                | 7                | 0                | 4                | 0                | 24               | 1                |
| 2007             | 水原             | 29               | Kリーグ          | 19               | 0                | 7                | 1                | 2                | 0                | 28               | 1                |
| 2008             | 水原             | 29               | Kリーグ          | 25               | 1                | 10               | 2                | 1                | 0                | 36               | 3                |
| 2009             | 水原             | 29               | Kリーグ          | 21               | 0                | 1                | 0                | 5                | 0                | 27               | 0                |
| 2010             | 水原             | 29               | Kリーグ          | 22               | 2                | 4                | 1                | 4                | 1                | 30               | 4                |
| 2011             | 水原             | 29               | Kリーグ          | 19               | 3                | 0                | 0                | 4                | 0                | 23               | 3                |
| 2012             | 水原             | 29               | Kリーグ          | 33               | 1                | -                | -                | 2                | 0                | 35               | 1                |
| 2013             | 水原             | 29               | KリーグC         | 26               | 1                | -                | -                | 1                | 0                | 27               | 1                |
| 日本             | 日本             | 日本             | 日本             | リーグ戦         | リーグ戦         | リーグ杯         | リーグ杯         | 天皇杯           | 天皇杯           | 期間通算         | 期間通算         |
| 2014             | FC東京           | 24               | J1               | 0                | 0                | 2                | 0                | 0                | 0                | 2                | 0                |
| カタール         | カタール         | カタール         | カタール         | リーグ戦         | リーグ戦         | リーグ杯         | リーグ杯         | オープン杯       | オープン杯       | 期間通算         | 期間通算         |
| 2014-15          | アル・ワクラ     | 29               | QSL              | 5                | 0                | -                | -                | -                | -                | 5                | 0                |
| 韓国             | 韓国             | 韓国             | 韓国             | リーグ戦         | リーグ戦         | リーグ杯         | リーグ杯         | FA杯             | FA杯             | 期間通算         | 期間通算         |
| 2015             | 水原             | 29               | KリーグC         | 13               | 1                | -                | -                | 0                | 0                | 13               | 1                |
| 2016             | 水原             | 29               | KリーグC         | 10               | 1                | -                | -                | 2                | 0                | 12               | 1                |
| 通算             | 韓国             | 韓国             | Kリーグ          | 257              | 15               | 51               | 4                | 27               | 1                | 335              | 20               |
| 通算             | 日本             | 日本             | J1               | 0                | 0                | 2                | 0                | 0                | 0                | 2                | 0                |
| 通算             | カタール         | カタール         | QSL              | 5                | 0                | -                | -                | -                | -                | 5                | 0                |
| 総通算           | 総通算           | 総通算           | 総通算           | 262              | 15               | 53               | 4                | 27               | 1                | 342              | 20               |

| 国際大会個人成績 | 国際大会個人成績 | 国際大会個人成績 | 国際大会個人成績 | 国際大会個人成績 |
| 年度             | クラブ           | 背番号           | 出場             | 得点             |
| AFC              | AFC              | AFC              | ACL              | ACL              |
| ---------------- | ---------------- | ---------------- | ---------------- | ---------------- |
| 2005             | 水原             | 29               | 6                | 0                |
| 2009             | 水原             | 29               | 6                | 0                |
| 2010             | 水原             | 29               | 9                | 1                |
| 2011             | 水原             | 29               | 6                | 0                |
| 2013             | 水原             | 29               | 4                | 0                |
| 2015             | 水原             | 29               | 0                | 0                |
| 2016             | 水原             | 29               | 3                | 0                |
| 通算             | AFC              | AFC              | 34               | 1                |

その他の公式戦出場
- A3チャンピオンズカップ
  - 2005年 2試合0得点

出場歴
- 2003年5月21日：Kリーグ初出場 - 第11節 vs蔚山現代FC (水原ワールドカップ競技場)
- 2005年5月15日：Kリーグ初得点 - 第01節 vs大田シチズン (大田ワールドカップ競技場)
- 2014年9月25日：QSL初出場 - 第5節 vsアル・シャハニアSC (サーニー・ビン・ジャーシム・スタジアム)

## 代表歴
- 2005年6月8日：国際Aマッチ初出場[5] - 2006 FIFAワールドカップアジア最終予選 第5節 vsクウェート (アル・サダーカ・ワル・サラーム・スタジアム)

### 出場大会など
- 2006 FIFAワールドカップ・アジア予選 (1試合0得点)
- 東アジアサッカー選手権2005 (1試合0得点)
- 東アジアサッカー選手権2008 (2試合0得点)
- 2010 FIFAワールドカップ・アジア予選 (2試合0得点)

### 試合数
- 国際Aマッチ 7試合 0得点 (2005 - 2008)[30]

| 韓国代表 | 国際Aマッチ | 国際Aマッチ |
| 年       | 出場        | 得点        |
| -------- | ----------- | ----------- |
| 2005     | 3           | 0           |
| 2008     | 4           | 0           |
| 通算     | 7           | 0           |

## 指導歴
- 2015年 - 2016年  水原三星ブルーウィングス コーチ (選手兼任)[28]
- 2017年 -  東灘JSサッカースクール総監督[9]

## タイトル

### 個人
- Kリーグベストイレブン (2004年)
- 韓国サッカー大賞ベストイレブン (2008年[12])

### クラブ
- Kリーグ (2004年 , 2008年)
- 韓国リーグカップ (2005年 , 2008年)
- 韓国スーパーカップ (2005年)
- 韓国FAカップ (2009年 , 2010年 , 2016年)
- A3チャンピオンズカップ (2005年)
- パンパシフィックチャンピオンシップ (2009年)

### 代表
- 東アジア選手権 (2008年)